# كيفن فايرزينغار
كيفن فايرزينغار (بالألمانية: Kevin Feiersinger)‏ هو لاعب كرة قدم ألماني في مركز الهجوم، ولد في 2 فبراير 1992 في ألمانيا. شارك مع منتخب ألمانيا الوطني لكرة القدم تحت 15 سنة ‏. أما مع النوادي، فقد لعب مع US Mondorf-les-Bains ‏.

## وصلات خارجية
- كيفن فايرزينغار على موقع قاعدة بيانات كرة القدم.إي يو (الإنجليزية)
- كيفن فايرزينغار على موقع بيانات كرة القدم. دي إي (الألمانية)
- كيفن فايرزينغار على موقع عالم كرة القدم.نت (الإنجليزية)